# Iglesia del Espíritu Santo (Valparaíso)
La Iglesia del Espíritu Santo fue una parroquia chilena ubicada en la ciudad de Valparaíso, específicamente entre las calles Molina y Lira frente a la Plaza Victoria. Su construcción comenzó en 1844 en manos de los agustinos, y luego de servir como convento, pasó a servir como parroquia hasta 1962. La parroquia experimentó varias remodelaciones, la más importante de ellas efectuada entre 1880 y 1888 por el arquitecto Fermín Vivaceta. El templo fue demolido en 1972, y en su lugar se construyó el actual Edificio Fermín Vivaceta.

## Historia

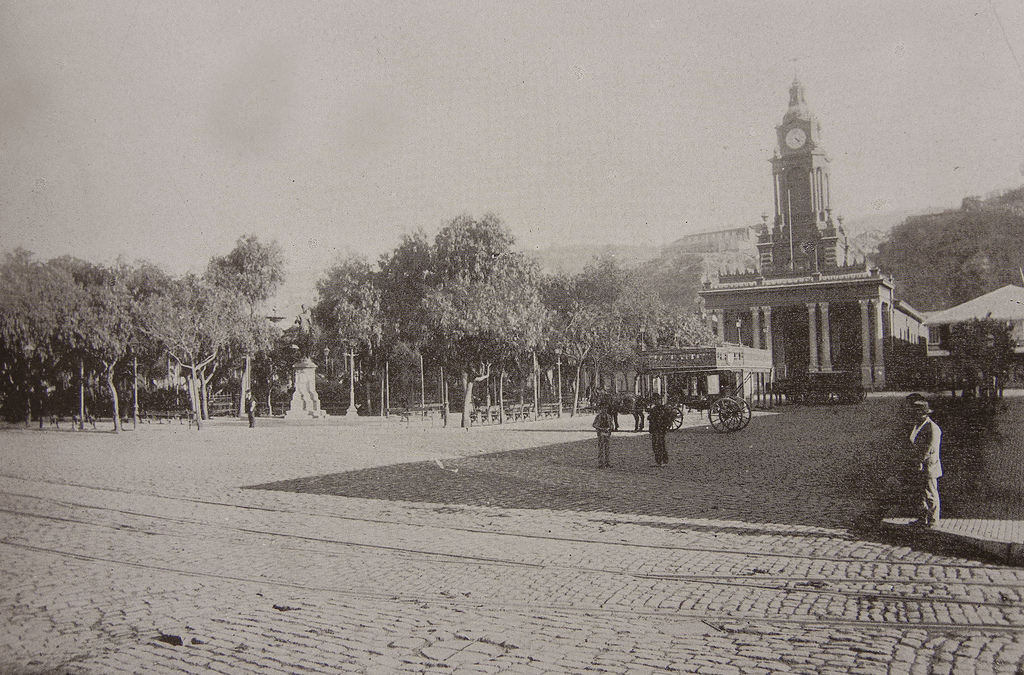
La parroquia en 1888, recién remodelada.

Comenzó su construcción en 1844, a partir de los planos de Pedro Clusseau, para inicialmente ser utilizado como un convento para los agustinos, quienes compraron el terreno en 1840.
En 1855, Esteban Silva construyó sobre el edificio una torre de dimensiones desproporcionadas, en la cual se dispondría un reloj que finalmente nunca fue instalado. El convento fue suprimido, y en 1872 el edificio se convirtió en la Parroquia del Espíritu Santo.

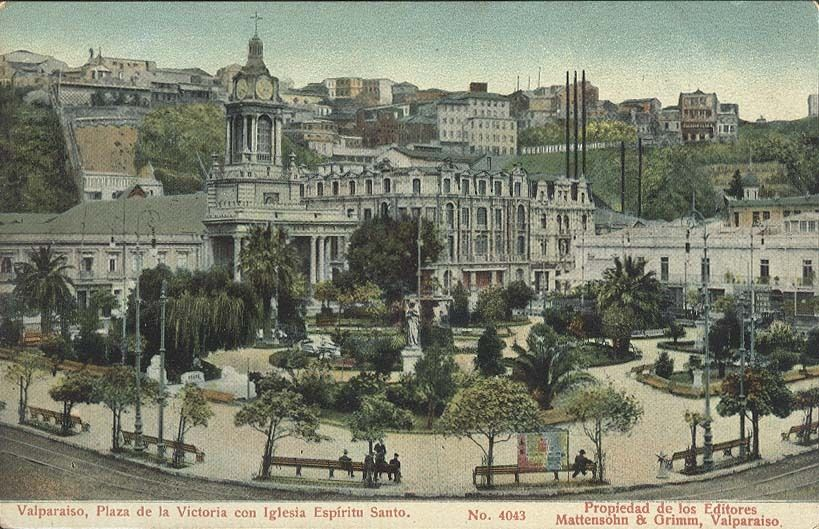
Postal de la Plaza Victoria antes del terremoto de 1906, con la parroquia y el edificio del Club Naval.

Más tarde, entre 1880 y 1888, el arquitecto Fermín Vivaceta remodeló la estructura, añadiendo un nuevo pórtico y modificando la torre. En los años 1910, se realizaron algunos cambios formales a la fachada, que se sumaron a la disminución de casi 2 metros de altura debido al proceso de nivelación de la Plaza Victoria, efectuado tras el terremoto de Valparaíso de 1906.

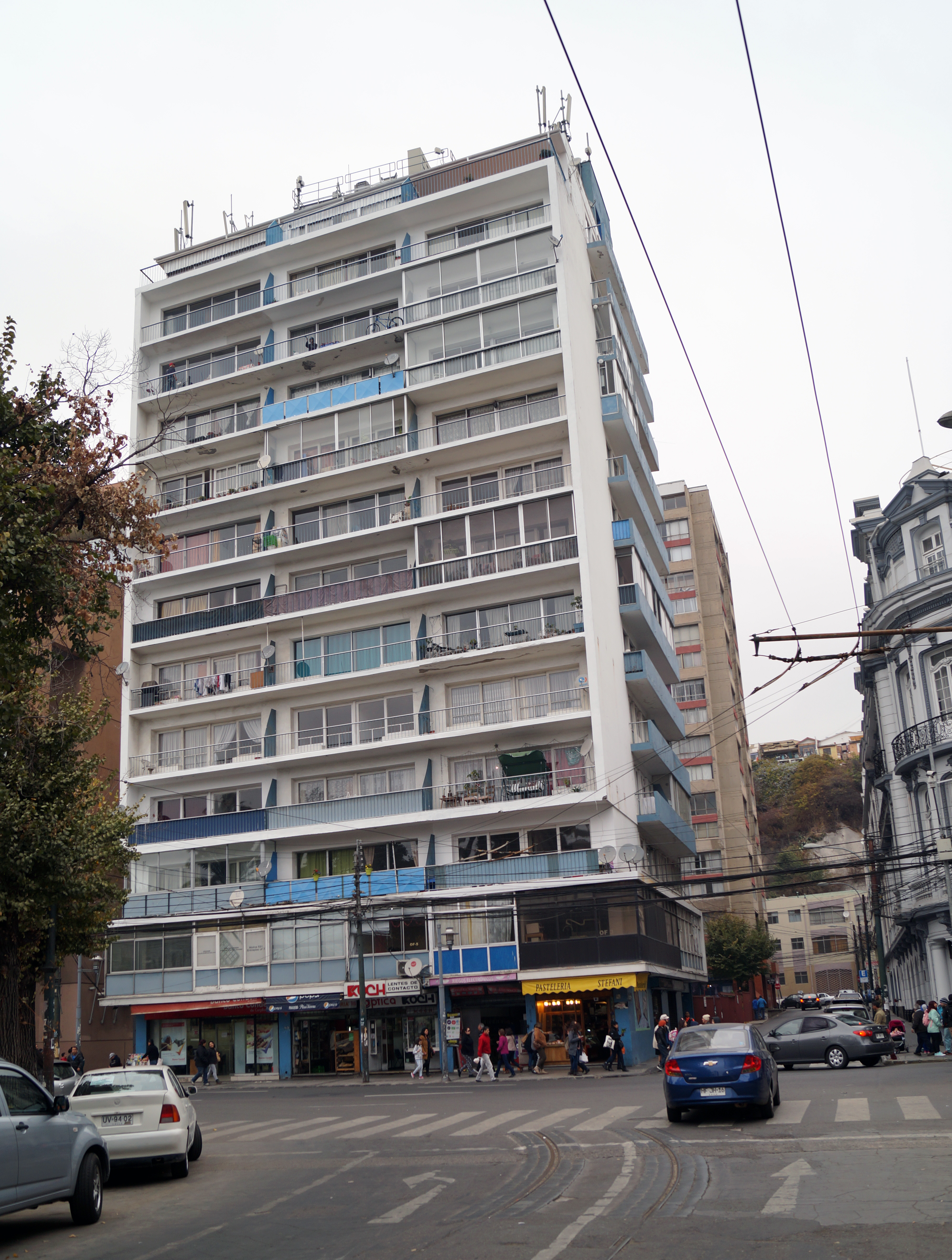
Edificio del Espíritu Santo (azul al frente) y Edificio Fermín Vivaceta (rojo al fondo) en 2017, en el lugar donde antes estuvo la Parroquia del Espíritu Santo.

Como consecuencia de la construcción de la Catedral de Valparaíso, también en la Plaza Victoria, en 1952 se demolió la torre para construir el edificio Espíritu Santo, y en 1972 se acabó demoliendo la nave, la que fue reemplazada por el actual Edificio Fermín Vivaceta.

## Relevancia histórica
En esta iglesia se realizaron también importantes misas, como la del matrimonio de Arturo Prat y Carmela Carvajal, el 5 de mayo de 1873. Sobre ella también pasaron cortes fúnebres de personajes relevantes de la historia de Chile, tales como la del mismo Arturo Prat (1888), la de José Manuel Balmaceda (1891) y de Almirante Latorre (1912). Junto a ella además se ubicaba la casa en la que vivió un tiempo Arturo Prat, sobre la cual actualmente está emplazado el edificio del Club Naval de Valparaíso.
|                             |
| Funeral de Balmaceda (1891) |

|                           |
| Funeral de Latorre (1912) |

En 1915, el corazón del exministro del interior y de relaciones exteriores, Diego Portales, que había sido retirado de su cuerpo en la Iglesia de la Matriz tras su asesinato, el 6 de junio de 1837, y que luego estuvo deambulando por el Cementerio N° 1 de Valparaíso y en bóvedas del Banco Edwards, fue llevado a esta iglesia por las Sociedades Católicas.